# Safranbolu
Safranbolu [sɑfrɑnbolu] est une ville de Turquie, la plus grande et développée de la province de Karabük. Elle se trouve à environ 220 kilomètres au nord d'Ankara et à environ 90 kilomètres au sud du littoral de la Mer Noire. Safranbolu est située à environ 8 kilomètres au nord de la sous-préfecture de Karabük. Les deux municipalités forment la même unité urbaine. Les maisons y sont construites selon l’architecture urbaine ottomane classique, notamment comme à Beypazarı, Göynük, Taraklı, Odunpazarı et dans d'autres régions en Turquie. Ce patrimoine historique explique son activité touristique et justifie l'inscription de la ville historique sur la liste du patrimoine mondial de l'UNESCO le 17 décembre 1994. Safranbolu tire son nom de la culture du safran, toujours pratiquée aujourd'hui.
Poste commercial important, cette cité, confite dans l'authenticité ombragée de ses ruelles centenaires, témoigne du développement urbain sous l'empire ottoman.

## Géographie

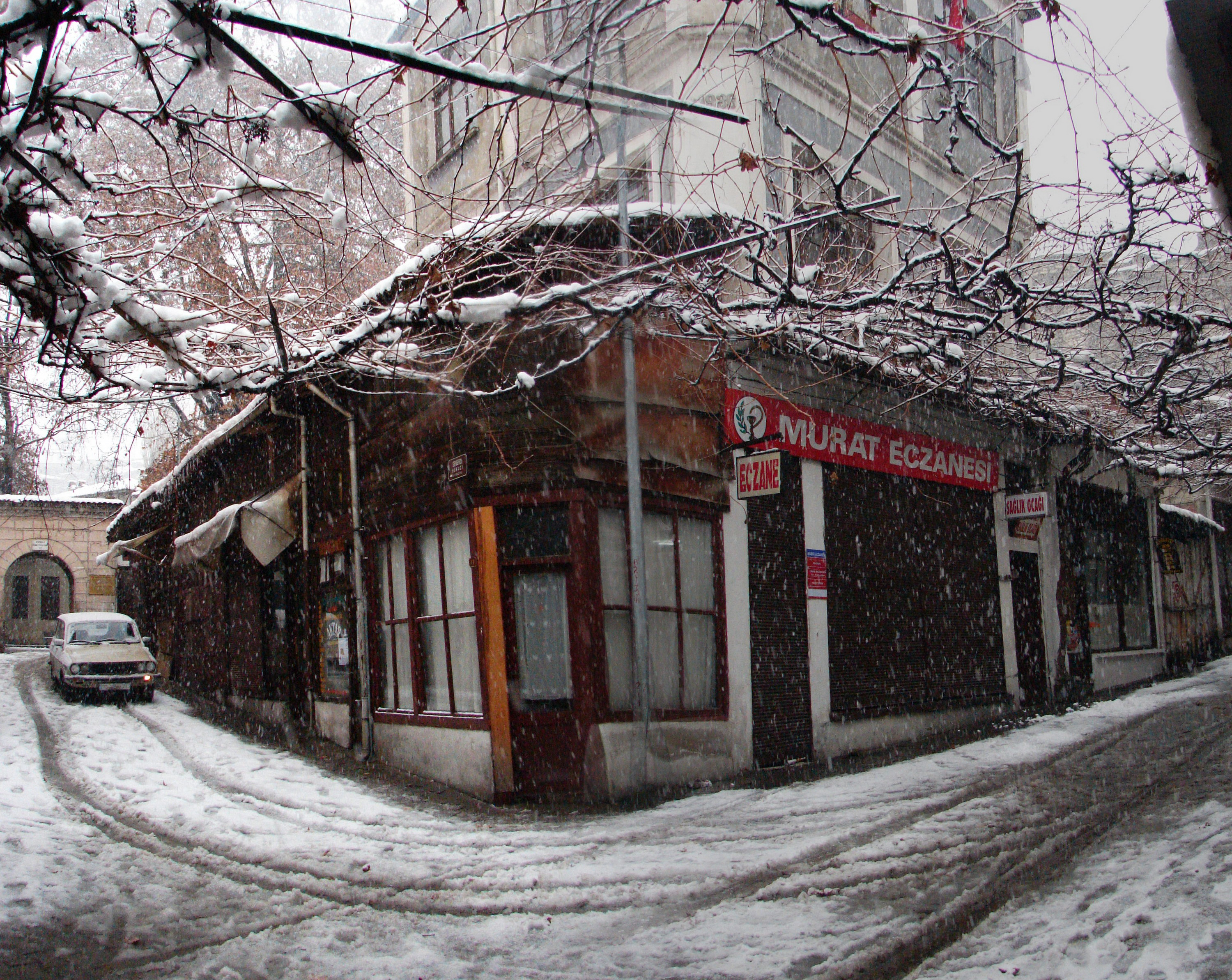
Safranbolu en hiver

|       | Tokatlı, İncekaya | Aşağıçiftlik |
| Bulak | Safranbolu        | Yazıköy      |
|       | Karabük           | Karıt        |

## Histoire

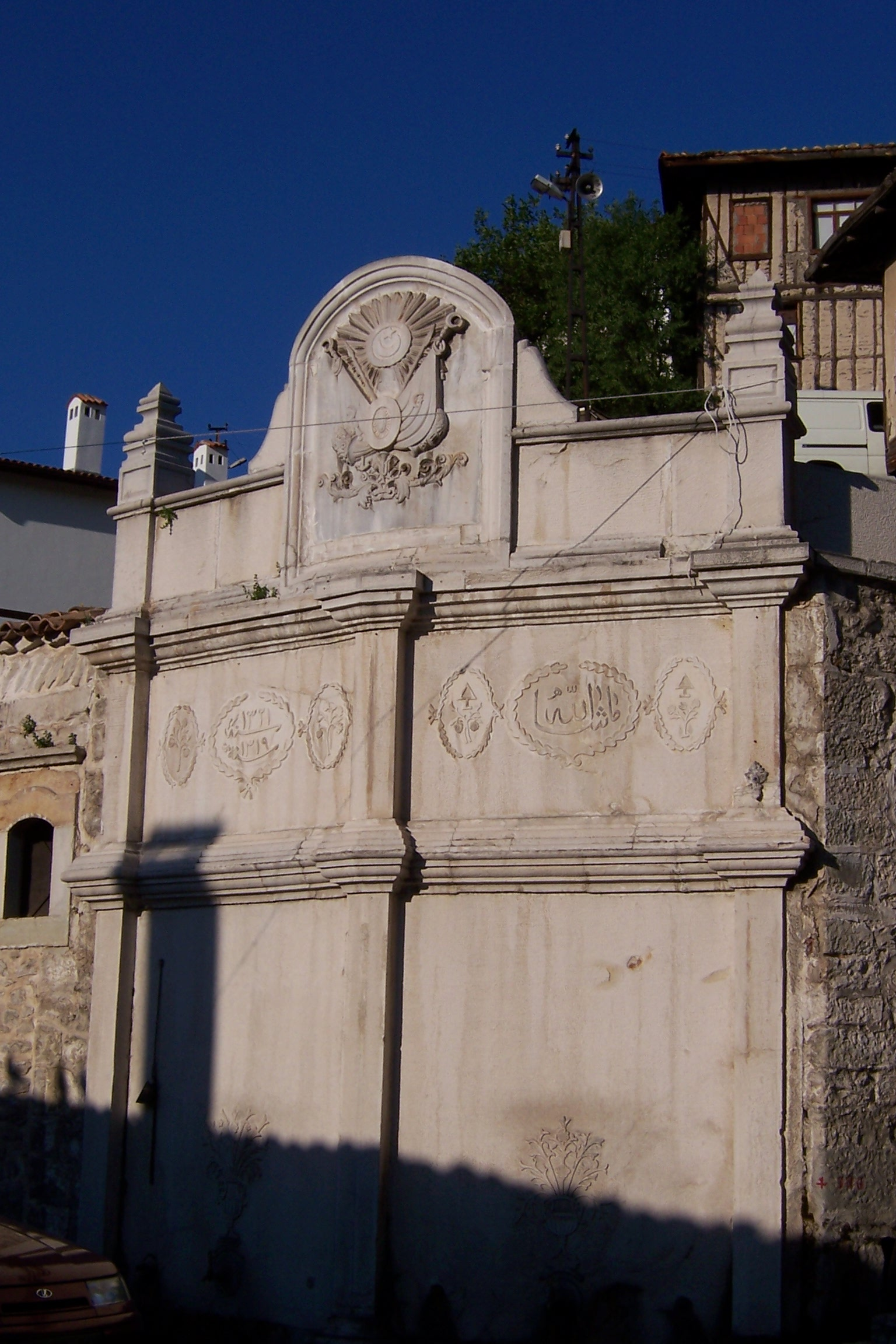
Fontaine du XIXe siècle

La ville est fondée par les Paphlagoniens au VIe siècle av. J.-C., mais les traces d'occupation du site remontent au IIe millénaire av. J.-C. sous le règne des Hittites. Safranbolu subit successivement la domination des Perses, puis des Romains peu avant le début de l'ère chrétienne. Sous l'Empire byzantin, elle subit les attaques des Arabes, puis des Turcs, et en 1392, le sultan Bayezid Ier s'empare de la ville qui intègre désormais l'Empire ottoman. Elle a l'avantage de se trouver sur le parcours d'une grande route commerciale : la piste caravanière qui reliait l'Anatolie occidentale à Sinop, un port de commerce situé à l'extrémité orientale du littoral de la mer Noire. Aujourd'hui encore d'ailleurs, Safranbolu est une étape touristique incontournable pour bon nombre de vacanciers turcs qui se rendent sur la côte de la mer Noire.Pendant la période ottomane, et plus exactement à partir du XVIIe siècle, Safranbolu devient non seulement un important carrefour commercial et artisanal, mais aussi le principal centre de production turque du safran. Cette poudre tinctoriale, extrêmement recherchée et qui provient des stigmates séchés de fleurs de crocus, (il faut 70 000 fleurs pour obtenir 100 grammes de safran) a non seulement fait la fortune et la renommée de la ville, mais lui a aussi donné son nom: "la ville du safran" (safranbolu, en turc).

### Un témoignage de l'architecture classique ottomane
La prospérité économique de la cité engendre la naissance d'une bourgeoisie d'affaire, dans les éléments les plus fortunés se font construire de vastes demeures en bois et pisé dont beaucoup sont encore visibles de nos jours. La plupart des négociants de Safranbolu possèdent deux maisons: une demeure pour l'hiver dans le quartier de Carsi, situé au centre de la ville; une résidence estivale située sur les coteaux de Bagla, au milieu des vignes. Ce changement d'habitat qui correspond à une philosophie d'osmose avec la nature environnante, est une réminiscence du nomadisme présent dans le fond culturel des Turcs. Ainsi, les architectes ottomans de Safranbolu ont-ils conçu la ville en respectant la perspective et les lignes d'horizon. Les maisons bourgeoises de Carci obéissent à des règles architecturales bien précises: ce sont pour la plupart de vastes demeures à deux étages construites en brique crue, en bois et en stuc dont l'accès se fait par une porte massive ornée de serrures monumentales en fer forgé. L'étage inférieur ne comporte aucune autre ouverture, car selon la tradition islamique, la vie intime doit être dissimulée aux regards extérieurs. Son plan suit les courbes de la rue tandis que l'étage supérieur, soutenu par des saillies en bois, s'élève de façon autonome. Au centre de la maison se trouve une cour dotée d'un bassin à jet d'eau, à côté duquel se trouvent le jardin potager et les étables.

## Jumelage
- Ielabouga (Russie)[4]

## Galerie

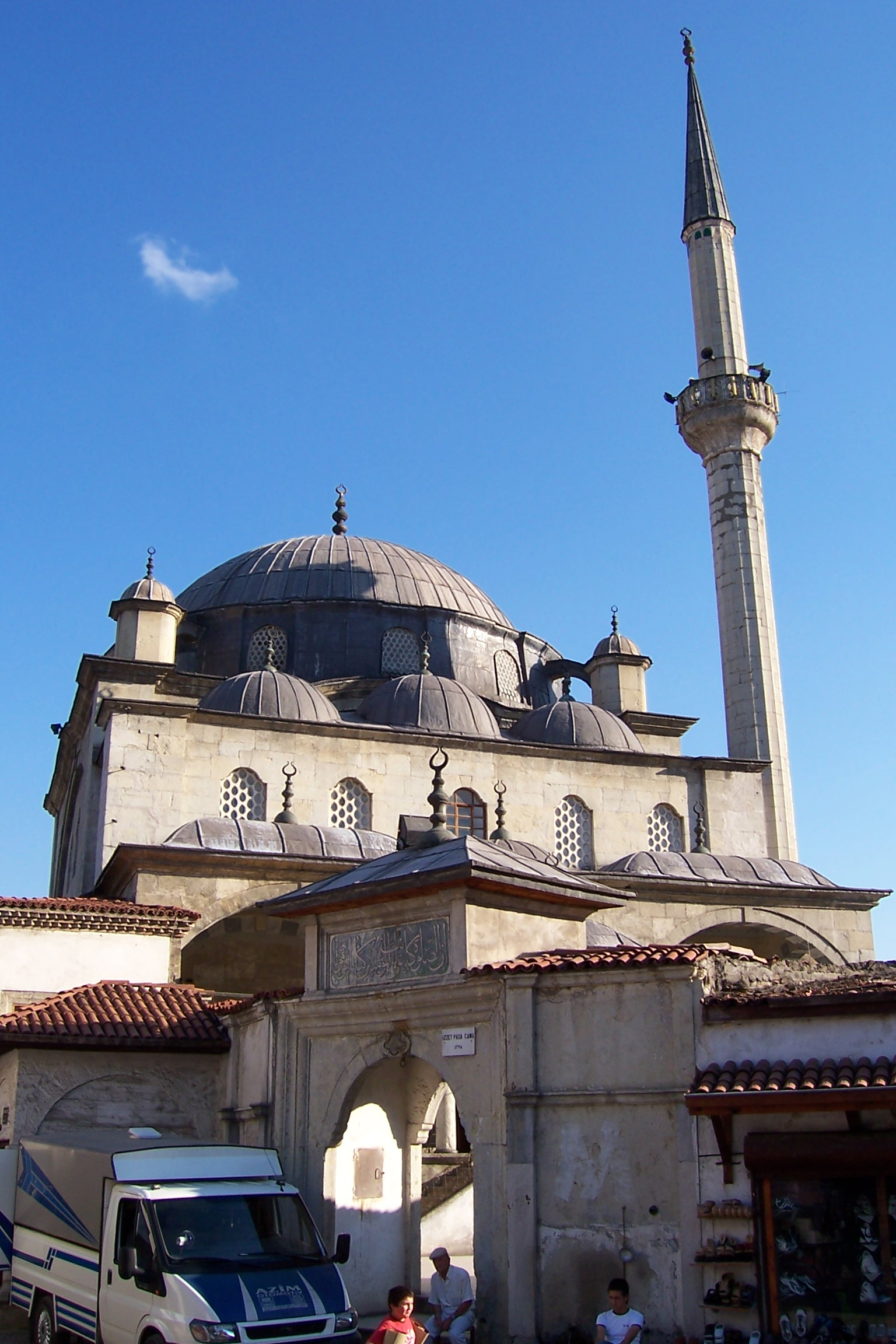
Mosquée İzzet Paşa.
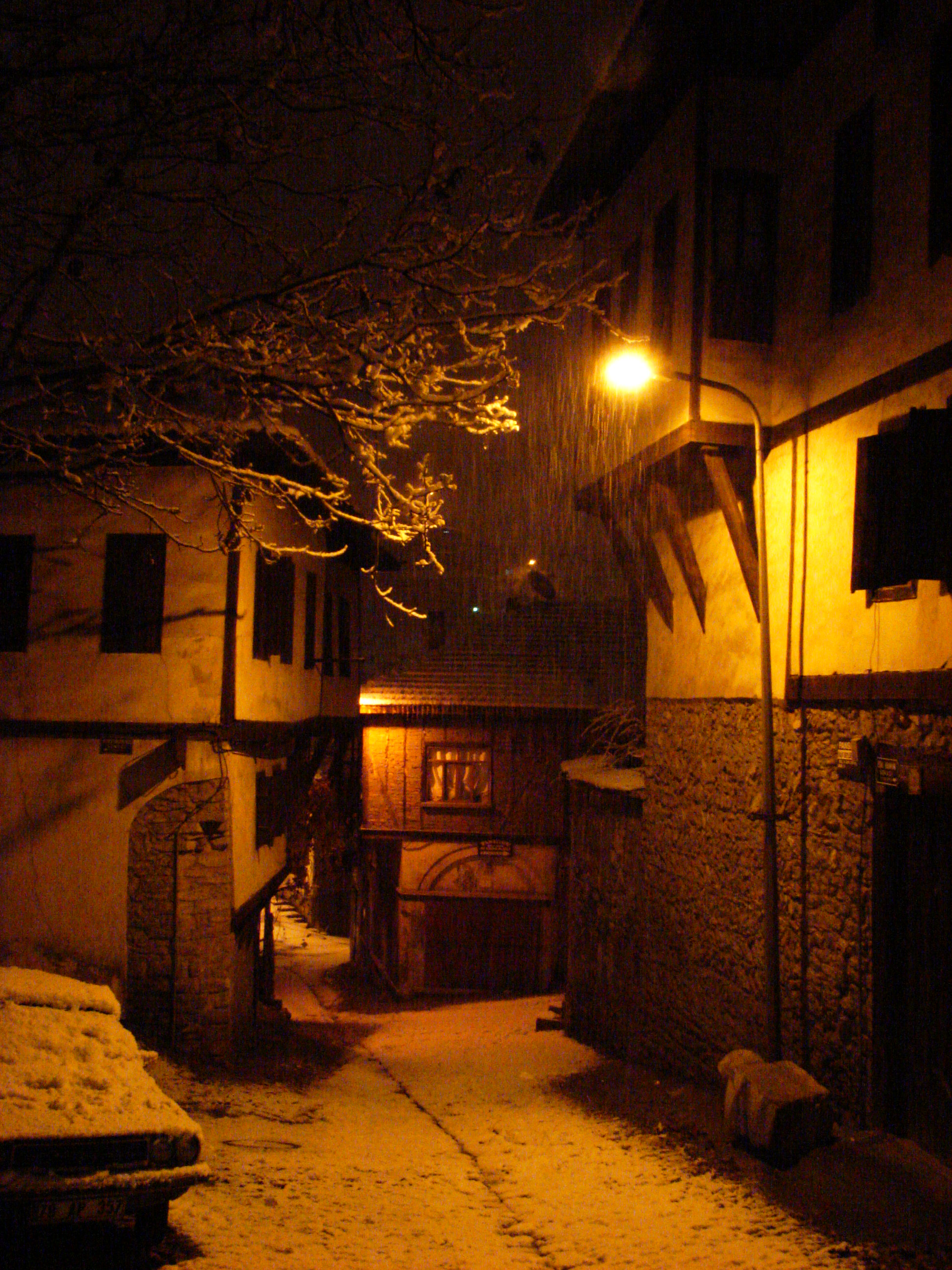
Ruelle ancienne